# Hamilton (Ohio)
Pour les articles homonymes, voir Hamilton.
Hamilton est une ville de l'État de l'Ohio, aux États-Unis. Elle est le siège du comté de Butler. Hamilton était peuplée, lors du recensement de 2000, de 60 690 habitants.

## Source
- (en) Cet article est partiellement ou en totalité issu de l’article de Wikipédia en anglais intitulé « Hamilton, Ohio » (voir la liste des auteurs).